# Аревало, Хуан Хосе
Хуа́н Хосе́ Аре́вало Берме́хо (исп. Juan José Arévalo Bermejo; 10 сентября 1904, Таксиско, департамент Санта-Роса, Гватемала — 6 октября 1990, Гватемала) — президент Гватемалы с 15 марта 1945 по 15 марта 1951, осуществлявший комплекс прогрессивных реформ в ходе Гватемальской революции. В настоящее время рассматривается как герой и отец нации, как и Хакобо Арбенс. Его сын Бернардо Аревало является президентом Гватемалы с 2024 года.

## Годы до президентства

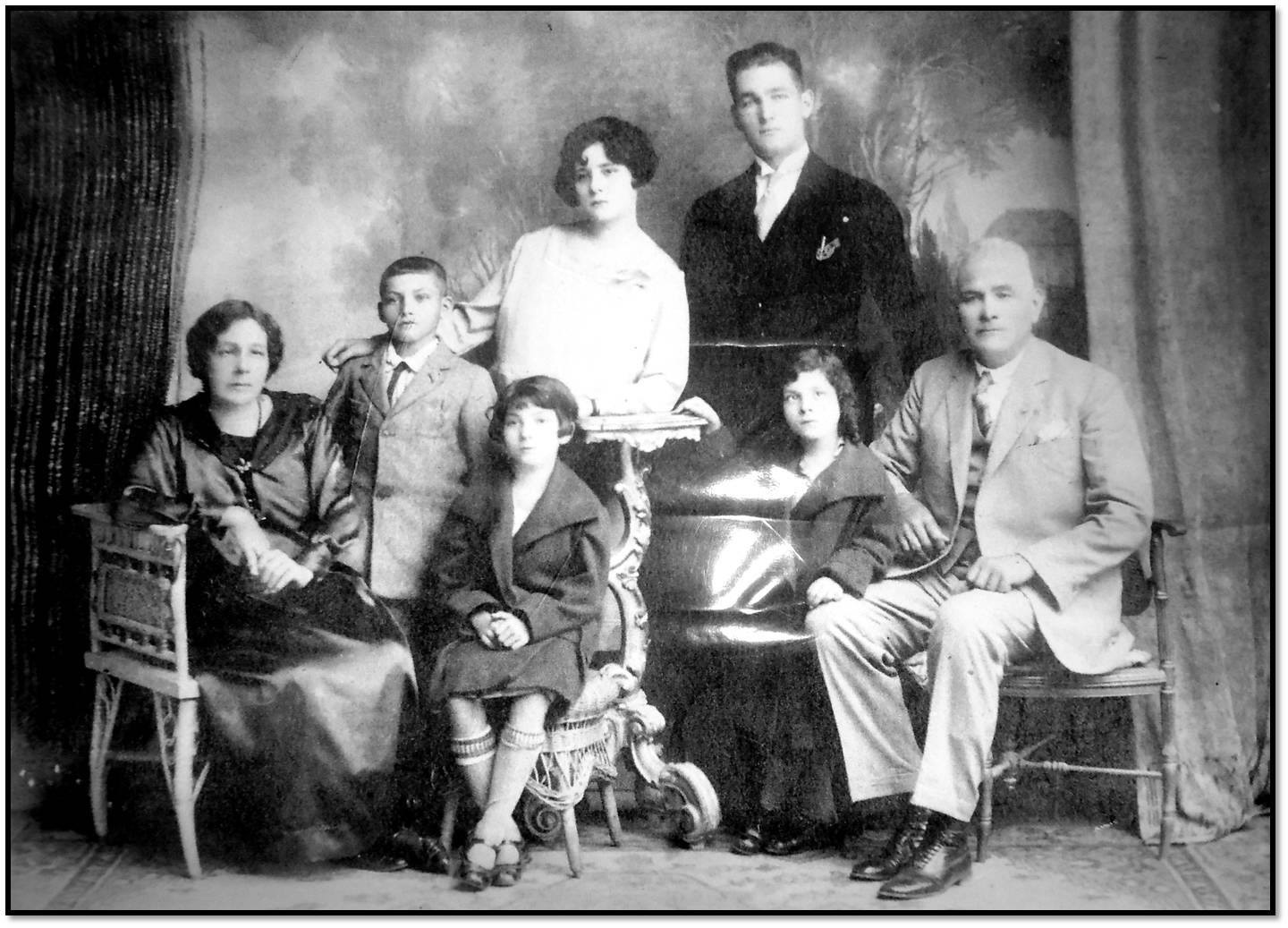
Х. Х. Аревало с семьёй (1920).

Родился в семье выходцев из небогатого среднего класса Мариано Аревало Бонильи и Элены Бермехо де Пас. Со своим однокурсником Луисом Мартинесом Монтом, с которым учились у Мигеля Морасана в Центральной нормальной школе для мальчиков (Escuela Normal Central para Varones), издали четыре выпуска литературного журнала «Alba» с текстами известных гватемальских писателей Рафаэля Аревало Мартинеса, Флавио Эрреры и Карлоса Вильда Оспины. Отлично учился, в 1927 году выиграл право на стипендию от правительства Ласаро Чакона на учёбу в Университете Тукумана (Аргентина), где добился докторской степени в области философии образования.
Работал сначала учителем начальных классов на родине, затем преподавал в Аргентине. Вернувшись в Гватемалу в 1934 году, попытался устроиться на службу в Министерство образования. Однако ему было отказано в занятии желаемой должности, и он почувствовал себя неуютно при диктатуре Убико. Аревало покинул страну и занимался преподавательской деятельностью в Аргентине до 1944 года, когда вернулся в Гватемалу.

## Революция 1944 года
Антидиктаторские выступления летом 1944 года привели к отставке сторонника Гитлера и Муссолини диктатора Хорхе Убико. Сменившая его временная военная хунта также оказалась непопулярной и была свергнута в ходе народного восстания и военного переворота 20 октября 1944 года.
Вернувшийся летом на родину Х. Аревало был выдвинут кандидатом на пост президента страны вновь образованными политическими силами «Народный фронт освобождения» и «Партия обновления» (последняя ппредставлял интересы педагогов). Он неожиданно стремительно наращивал свою популярность, его кандидатура была одобрена многими ведущими организациями оппозиции, в том числе студенческой федерацией. В его пользу играло его академическое образование и то, что он не имел отношения к свергнутому диктаторскому режиму. В то же время факт пребывания в изгнании в консервативной Аргентине, а не в революционной Мексике, успокоил землевладельцев и буржуазию, опасавшихся социалистических или коммунистических реформ.
Президентские выборы состоялись в декабре 1944 года и считаются свободными и справедливыми, хотя право голоса получили лишь грамотные мужчины. Ни один из членов правившей хунты не баллотировался в президенты. По итогам подсчёта голосов Х. Аревало получил 86,25 % (255 660 голосов) против 7,07 % у занявшего второе место Адриана Ресиноса.

## Взгляды и политика

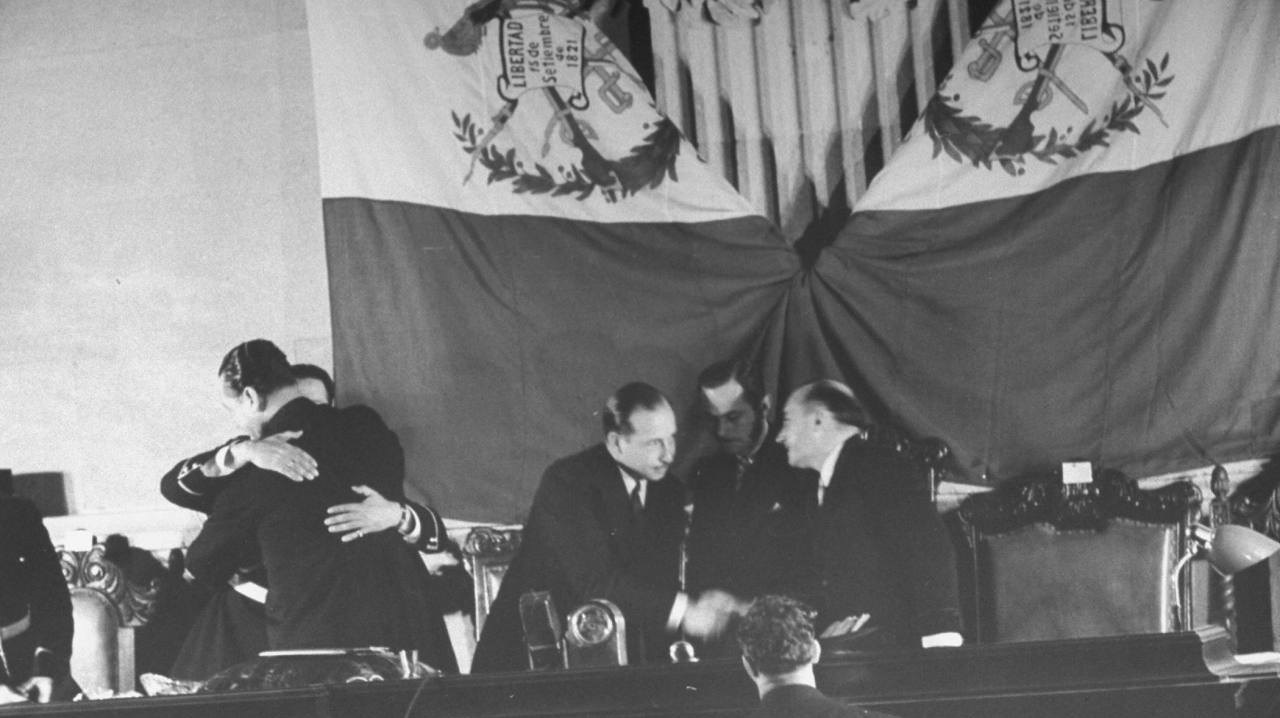
Инаугурация Аревало (15 марта 1945).

Х. Аревало определял свою идеологию как «духовный социализм». Он был убеждён, что единственным способом облегчить положение большинства гватемальцев в нищей стране было формирование патерналистского правительства. Он решительно выступал против классического марксизма и верил в капиталистическое общество, которое, по его мнению, следовало регулировать так, чтобы его преимущества пошли на пользу всему населению. Экономические взгляды Х. Аревало и его правительства были ориентированы на социал-демократические реформы при сохранении частного предпринимательства и рыночных отношений.
Эти идеи нашли отражение в новой конституции, одной из самых прогрессивных тогда в Латинской Америке, которую гватемальский конгресс ратифицировал вскоре после инаугурации нового президента. Избирательное право было предоставлено всем, кроме неграмотных женщин; власть децентрализована; легитимизирована многопартийность (партии с коммунистическими взглядами оставались, однако, запрещены). Такие конституция и идеология стали основой для большей части реформ при Х. Аревало, а затем при Х. Арбенсе.
На основе конституции была провозглашена давно назревшая аграрная реформа. Однако через 5 лет после принятия конституции более 40 % всей возделываемой земли в стране принадлежало 163 крупным помещикам. Основная часть остальной земли продолжала оставаться в руках североамериканцев.
Х. Аревало проводил линию развития программ образования, здравоохранения, дорожного строительства. Он провозгласил свободу слова и печати, а также в соответствии со своей национальной политикой повторно поставил вопрос о спорности принадлежности Белиза Великобритании.

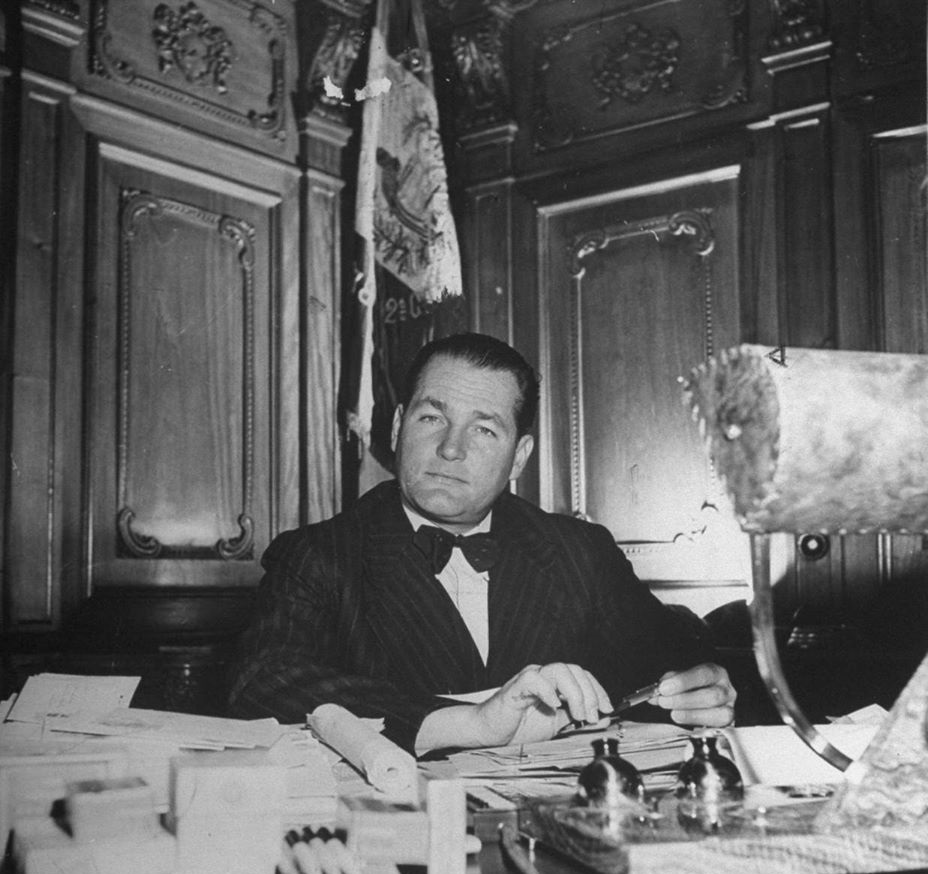
Х. Х. Аревало за рабочим столом.

Избрание Аревало отметило значительный сдвиг в судьбе профсоюзов. Протесты 1944 года усилили рабочее движение до такой степени, что профсоюзы добились отмены репрессивного закона о бродяжничестве в 1945 году. 1 мая 1945 года Аревало был тепло встречен на митинге профсоюзов в честь Дня труда. Несмотря на мощную оппозицию, к 1947 году профсоюзы сумели организовать достаточную поддержку, чтобы заставить Конгресс принять новый Трудовой кодекс. Этот закон был революционным во многих отношениях, он запретил дискриминацию в уровнях заработной платы на основе возраста, расы, пола, национальности, религиозных убеждений или политической принадлежности. Он утвердил набор стандартов здоровья и безопасности на рабочем месте, установил 8-часовой рабочий день и 45-часовую рабочую неделю, а также обязал плантаторов построить начальные школы для детей своих работников. Хотя многие из этих положений не были исполнены, создание административных механизмов для реализации кодекса в 1948 году позволило некоторым из его положений систематически соблюдаться. Закон в целом оказал огромное положительное влияние на права трудящихся в стране, в том числе привел к повышению средней заработной платы в три раза и более.

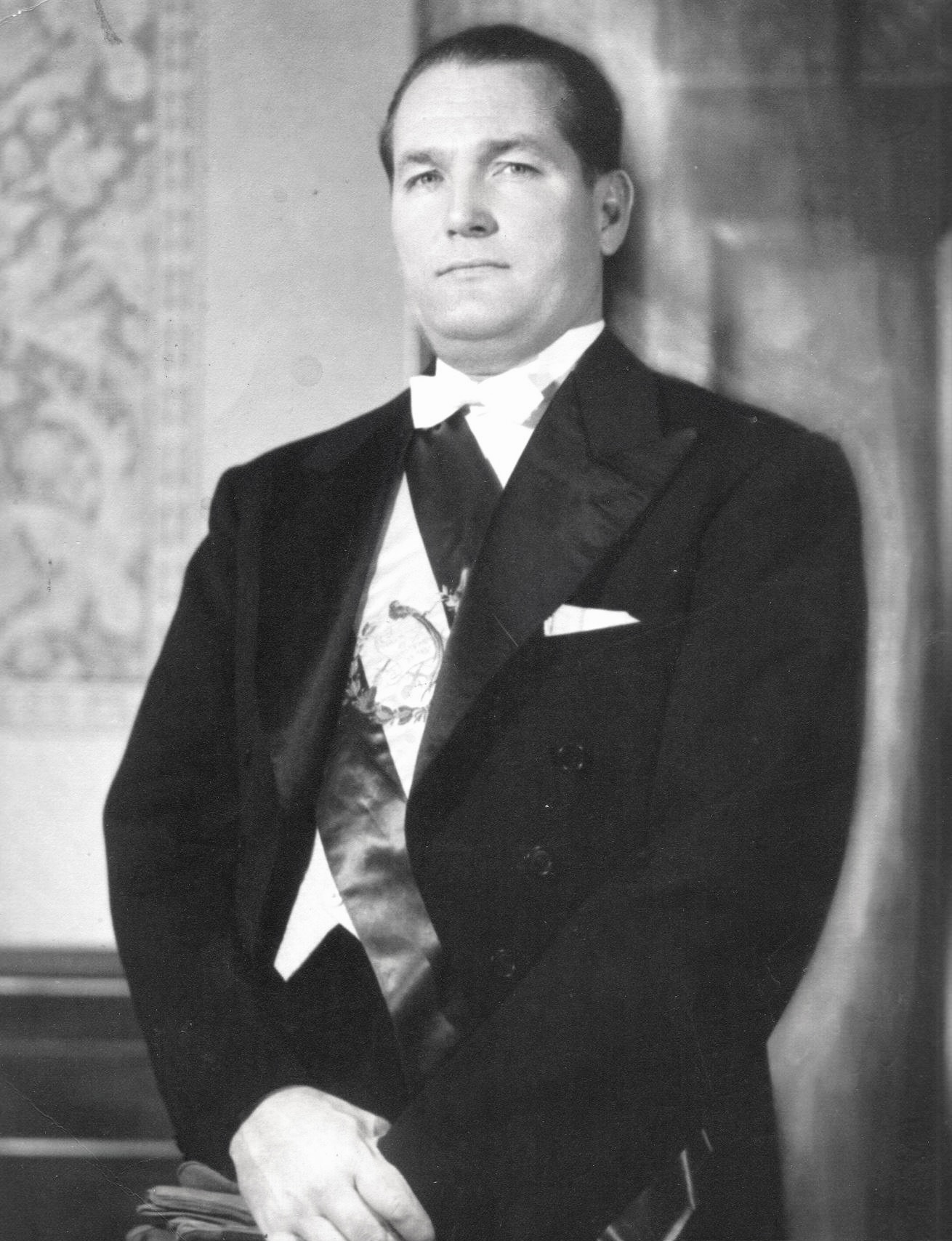
Президент Х. Х. Аревало (1945).

Коммунистическое движение было также усилено освобождением тех его лидеров, которые находились в тюрьме при Убико. Среди них были Мигель Мармоль, Виктор Мануэль Гутьеррес и Грасиела Гарсиа. Коммунисты начали организовывать в столице свои ячейки, открыли школу для рабочих, известную как Эскуэла Кларидад, где каждый ученик мог научиться читать и писать. Через шесть месяцев после того, как была создана школа, президент Аревало закрыл её и депортировал всех лидеров движения, которые не были гватемальцами. Однако коммунистическое движение сохранилось, в основном в нём доминировал профсоюз учителей. Благодаря Трудовому кодексу, принятому в 1947 году, коммунисты (будущая Гватемальская партия труда) получили сильное влияние в профсоюзных организациях, и в 1948 году произошёл ряд крупных забастовок рабочих «United Fruit Company» — крупнейшего землевладельца страны, который игнорировал этот закон. Впервые в истории Гватемалы был издан трудовой закон, ограничивающий свободу деятельности североамериканских фирм, а также закон о социальном обеспечении; рабочие получили право объединяться в профсоюзы и объявлять забастовки. Всё это дало повод США обвинить правительство страны в «коммунистической политике».
Во внешней политике одним из первых действий Х. Аревало был разрыв дипломатических отношений с диктаторским правительством Франко в Испании. Не получив в этом поддержку среди республик Латинской Америки, разорвал дипломатические отношения с другими правоавторитарными режимами региона: правительством Сомосы в Никарагуа и правительством Трухильо в Доминиканской республике. Разочарованный отсутствием результатов работы с правительствами других стран Латинской Америки, начал поддерживать «Карибский легион», который стремился к свержению диктатур по всей Латинской Америке. Это привело к тому, что его администрацию некоторые страны стали рассматривать как «коммунистическую диктатуру».
Х. Аревало также отстаивал идею Центрально-Американской Федерации как единственного способа выживания демократических правительств в регионе. Он обратился к нескольким лидерам демократических стран Центральной Америки, но был отвергнут всеми, кроме президента Сальвадора Кастанеды Кастро. Лидеры двух стран начали переговоры по созданию государственного союза, а также создали несколько комиссий, чтобы изучить этот вопрос. В конце 1945 года они объявили о создании союза, но формализация процесса была отсрочена внутренними проблемами в обеих странах, а в 1948 году правительство Кастро было свергнуто в результате военного переворота.
За время президентства Аревало пережил более 30 попыток переворота.

## После президентства

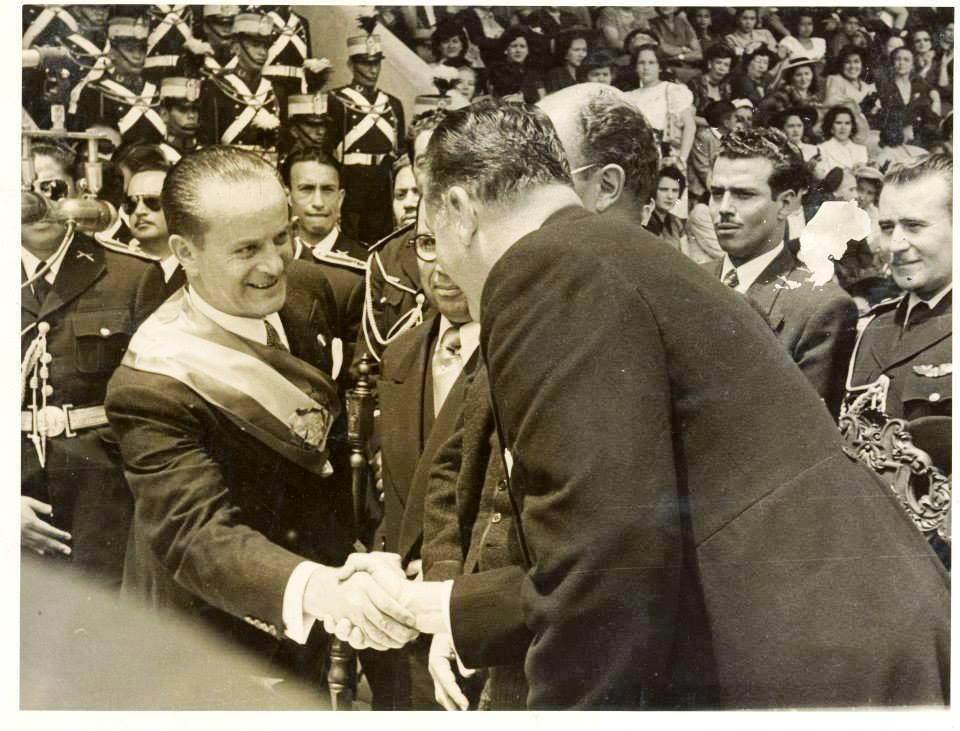
Инаугурация Хакобо Арбенса: Аревало жмёт руку преемнику (1951).

В 1951 году к власти в Гватемале пришло правительство Хакобо Арбенса, который продолжил дело своего предшественника. Х. Аревало был назначен послом по особым поручениям.
После переворота 1954 года остался в Чили, где находился с визитом, с 1958 года перебрался в Уругвай, где многократно встречался с также эмигрировавшим Х. Арбенсом, с 1959 года возобновил академическую карьеру, начав заведовать кафедрой в университете в Венесуэле. С 1962 года жил в Мексике.
В 1963 году снова решил баллотироваться на пост президента, надеясь на смену международной конъюнктуры при администрации президента США Джона Кеннеди, и 29 марта вернулся на родину, но уже 31 марта власть в стране была захвачена полковником Энрике Перальтой, выборы отменены и Х. Аревало был выслан обратно в Мексику. Режим Мендеса Монтенегро, некогда также участвовавшего в Гватемальской революции, даже запретил ему посетить похороны собственной матери.
В 1970—1972 годах был послом Гватемалы во Франции, затем непублично вернулся на родину. Встретившись в январе 1986 года с новоизбранным президентом Марко Винисио Сересо через несколько часов после вступления того в должность, с облегчением заявил, что «не ожидал, что доживёт до момента, когда к власти в Гватемале придёт гражданское лицо».

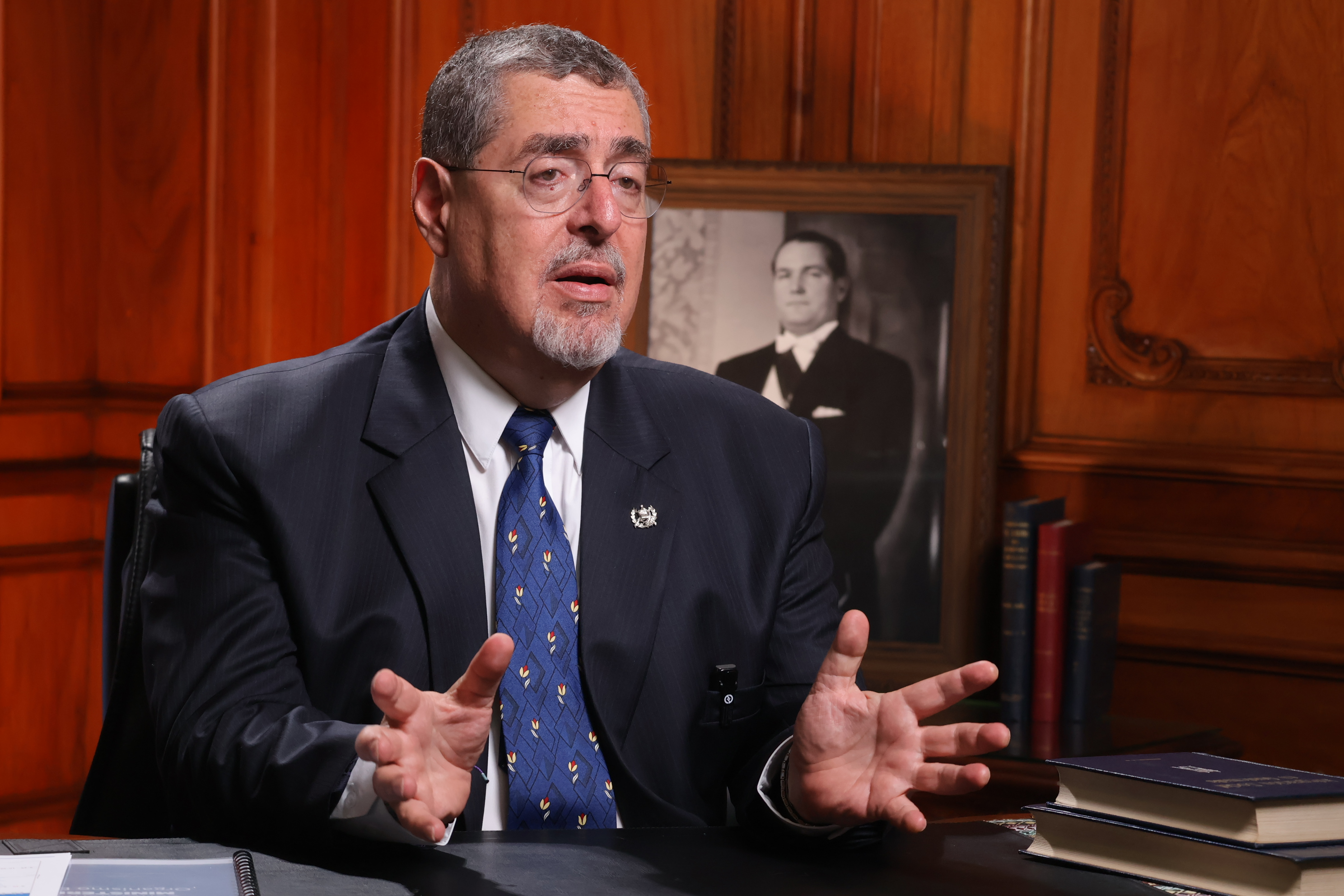
Бернардо Аревало с портретом отца

Скончался в г. Гватемале 8 октября 1990 года. Стал единственным президентом Гватемалы, которого похоронили с государственными почестями.
Также был плодовитым писателем, чьи работы посвящены вопросам педагогики и истории Гватемалы, а также включают 5 автобиографических книг.

## Семья
Сын Бернардо (родился в 1958 в Монтевидео) — также политик, депутат конгресса Республики, посол в Испании в 1995—1996, избран президентом в 2023 году.